# Calaxiopsis
Calaxiopsis is een geslacht van kreeftachtigen uit de klasse van de Malacostraca (hogere kreeftachtigen).

## Soorten
- Calaxiopsis felix (Alcock, 1899)
- Calaxiopsis manningi Komai, 2000
- Calaxiopsis mclaughlinae Lin & Komai, 2006
- Calaxiopsis serrata Sakai & de Saint Laurent, 1989